# Privatklinik Confraternität

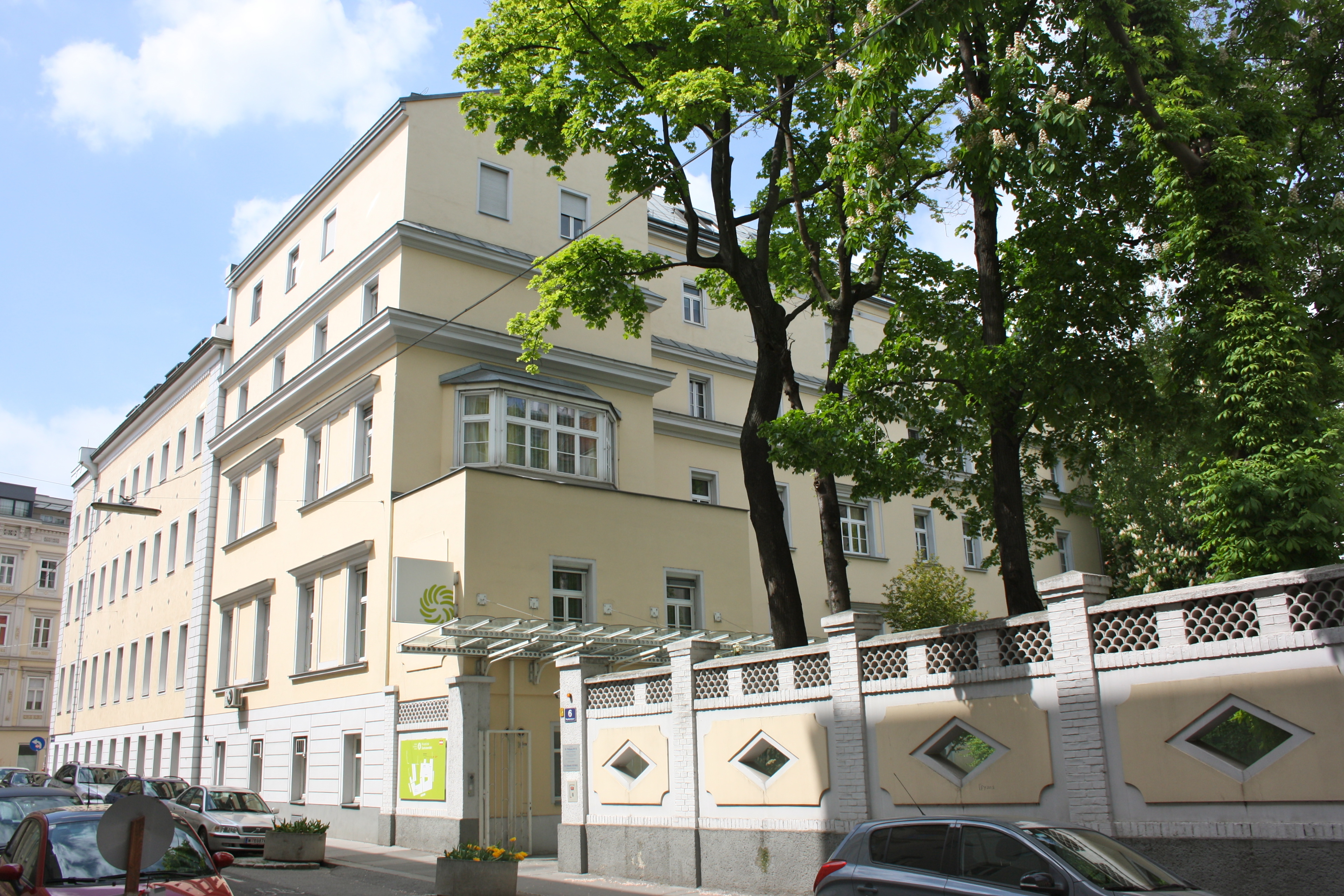
Privatklinik Confraternität (Haupteingang)

Die Privatklinik Confraternität ist ein privat geführtes Wiener Spital in der Skodagasse im 8. Wiener Gemeindebezirk Josefstadt.

## Geschichte

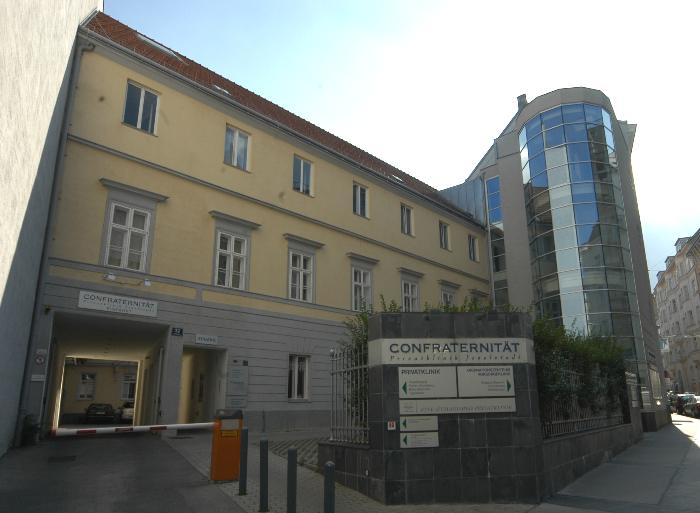
Privatklinik Confraternität (Front Skodagasse)

1729 schlossen sich sieben Handelsgehilfen zu einer religiösen Gemeinschaft zusammen, um erkrankte und bedürftige Mitglieder des bürgerlichen Handelsstands von Wien zu pflegen. Die so genannte Confraternität (Bruderschaft) besaß zunächst kein eigenes Spital, sondern war zwischen 1747 und 1835 in gemieteten Räumlichkeiten aktiv (ab 1747 bei den Barmherzigen Brüdern, ab 1764 im Spanischen Spital (Boltzmanngasse 9), ab 1776 auf Wunsch von Kaiser Joseph II. im k.k. Universalkrankenhaus (Allgemeines Krankenhaus)). Das erste eigene Spital wurde 1835 in einer ehemaligen Schirmfabrik in der damaligen Alsergasse (heute Skodagasse 32) bezogen, besaß 5 Krankenzimmer und 18 Betten. Die Kranken wurden von zwei Krankenwärtern und Ärzten betreut.
Das Altarbild für die 1835 geweihte Spitalskapelle, welches den Heiligen Josef zeigte, stammte von Leopold Kupelwieser. Vor dem 1994 erfolgten Abbruch der Kapelle wurde dieses Bild in den Minoritenkonvent in der Alser Straße überführt. Als Krankenpflegerinnen wurden 1890 Ordensschwestern aus dem Kloster der „Dienerinnen des heiligsten Herzen Jesu“ berufen. 1976 mussten die Schwestern wegen Personalmangel den Pflegedienst einstellen. Ein 1892 errichteter Zubau stammt vom Architekten Josef Schmalzhofer. 1909 erhielt das Krankenhaus einen eigenen Operationssaal. Wegen wirtschaftlicher Schwierigkeiten in der Zwischenkriegszeit wurde ab 1920 aus der ursprünglich religiösen Bruderschaft eine private Krankenanstalt, die gegen Bezahlung für alle offenstand.

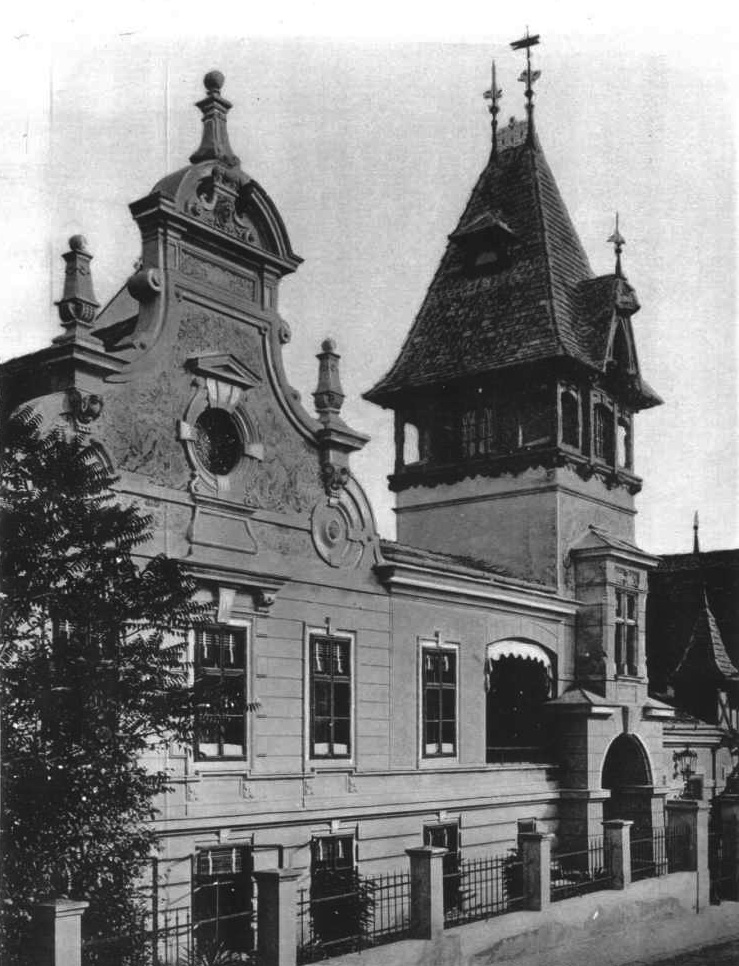
Villa Hauschka, ab 1898 Pensionistenheim der Confraternität

1898 wurde in der Khevenhüllerstraße 18 (19. Wiener Gemeindebezirk) ein Pensionistenheim eröffnet, welches 1929/30 Rekonvaleszentenheim umgebaut wurde. Das Heim war ursprünglich die Privatvilla des Geschäftsmannes Ferdinand Hauschka gewesen. Dieser hatte sich diese 1885 vom Architekten Otto Hieser bauen lassen. Ferdinand Hauschka hatte Villa und Garten kurz vor seinem Tod der Confraternität gestiftet. 1929 wurde in das Heim auch eine Kapelle, dem Heiligen Josef geweiht, eingebaut. Die ganze Anlage wurde 2007 geschlossen und steht seitdem leer.
1938 lösten die Nationalsozialisten den Verein auf und zogen dessen Vermögen ein. Ärzte und andere Geldgeber schlossen sich daraufhin zusammen, um das Krankenhaus zu kaufen und weiterzubetreiben. Der Krankenhilfsverein Confraternität wurde 1946 wieder zugelassen. Nach dem Zweiten Weltkrieg wechselte die Privatklinik Confraternität mehrfach den Besitzer, bis sie 1994 von der HUMANOMED Krankenhaus Management übernommen wurde. Sie ist heute Teil der PremiQaMed Group, welche wiederum eine Tochtergesellschaft der Uniqa Österreich ist.

## Ausstattung
Das älteste Privatspital Wiens verfügt heute über 96 Betten sowie zahlreiche medizinische Abteilungen, Institute und andere medizinische Einrichtungen:
Abteilungen
- Allgemein- und Gefäßchirurgie
- Anästhesiologie
- Innere Medizin
- Nichtinvasive Kardiologie und Angiologie
- Neurologie
- Urologie

Institute
- Gastroenterologische Endoskopie
- Computertomographie

Medizinische Kompetenzzentren
- Herzzentrum
- Andrologie und Männerkrankheiten
- Augenheilkunde
- Mund-, Kiefer- und Gesichtschirurgie
- Parkinson
- Plastische, rekonstruktive und ästhetische Chirurgie
- Proktologie
- Schmerztherapie
- Stoffwechselerkrankungen
- Thoraxchirurgie
- Urodynamik und Inkontinenz

Andere medizinische Einrichtungen und angeschlossene Institutionen
- EEG-Labor
- Interventionelles Team Confraternität
- Lungenfunktionslabor und Schlaflabor
- Onkologische Tagesklinik
- Ordinationszentrum an der Confraternität
- Vorsorgezentrum[10]

Zur technischen Ausstattung gehört u. a. ein kardiologischer Computertomograph, der im Jahr 2005 der erste seiner Art in Wien war.